# Ehrharta distichophylla
Ehrharta distichophylla là một loài thực vật có hoa trong họ Hòa thảo. Loài này được Labill. mô tả khoa học đầu tiên năm 1805.